# Liz Lachman
Liz Lachman és una escriptora, directora i compositora nord-americana. Ha treballat en curtmetratges guardonats com Getting to Know You, premiat al millor curtmetratge al V Festival Internacional de Cinema Gai i Lèsbic de Barcelona Pandora's Box, i Puppy Love. Nascuda a Detroit, actualment viu a Los Angeles. La seva parella és la xef Susan Feniger.

## Filmografia
- Getting to Know You (2005)
- Dante's Cove (2005) guió

## Música
- A Flintstone Family Christmas (1993)
- Puppy Love (2000)
- Damned River (1990)
- Lucky Day (1991)
- In the Arms of a Killer (1992)
- Gunmen (1994)
- The Glass Shield (1994)
- Capitol Critters (1995)
- The Babysitter (1995)
- Nightjohn (1996)
- The Wedding (1998)

## Premis
El 1988 va guanyar un Premi Emmy a l'assoliment destacat en direcció musical i composició per a una sèrie dramàtica per: "Santa Barbara" (compartit amb Dominic Messinger i Rick Rhodes)